# Overkill (singolo Motörhead)
Overkill è una delle canzoni più famose della band heavy metal inglese Motörhead.
Il singolo è stato pubblicato nel 1979 in vinile 7" e 12". Come B-side invece, è stata inserita "Too Late too Late", apparsa in seguito solo nelle riedizioni dell'album.

La band, per supportare il singolo, suonò dal vivo il 9 marzo 1979 nel popolare show di BBC Top of the Pops.
La parola "overkill" tradotta dall'inglese, può significare un sovraccarico che fa esplodere l'oggetto su cui viene applicato.
La canzone, è sicuramente tra le più popolari e apprezzate della band londinese.
"Overkill" viene di solito usata dalla band per concludere i concerti, rappresentando da sempre il pezzo migliore e più esplosivo dello show.
Il titolo della canzone è stato preso come nome di una famosa band thrash metal, gli Overkill.
Nel 1995, i Metallica, durante le registrazioni del loro album Load, hanno registrato questi due pezzi ("Overkill" e "Too Late Too Late"), in occasione del cinquantesimo compleanno di Lemmy. Le canzoni sono prima apparse nel disco non ufficiale The Lemmy's a.k.a. Metallica - Happy Birthday, Uncle Rotter! e poi (insieme ad altre cover) nel disco del 1998 Garage Inc.
L'artista Joe Petagno, per la copertina del disco ha preso spunto dalla stessa dell'album.

## Tracce
1. "Overkill" (Clarke, Kilmister, Taylor) - 3:16
2. "Too Late Too Late" (Kilmister, Clarke, Taylor) - 3:24

## Commento della band
- I Motörhead riguardo alla canzone "Overkill":

(Lemmy)
(Mikkey Dee)
(Lemmy)
(Mikkey Dee)
(Lemmy)
Spezzone tratto dal DVD Stage Fright del 2005

## Formazione
- Lemmy Kilmister: basso, voce
- "Fast" Eddie Clarke: chitarra
- Phil "Philty Animal" Taylor: batteria